# Església de Santa Anna d'Artesa
L'església de Santa Anna d'Artesa, és un temple catòlic d'estil barroc situat a l'extrem oest del nucli urbà de la població, en una xicoteta plaça de topografia complexa. Constituïx una parròquia pertanyent a l'Arxiprestat de la Mare de Déu de l'Esperança del bisbat de Sogorb-Castelló.

## Història
El temple actual va ser construït al Segle XVII pels repobladors cristians, ja que fins al 1609 Artesa era un lloc exclusivament habitat per moriscos. Anteriorment, ja havia existit una església des d'aproximadament el 1535, encara que desconeixem exactament el lloc on estava ubicada. Aquest primigeni temple havia sigut anteriorment la mesquita i no constituïa parròquia pròpia, ja que depenia de la de Tales, situació que es va mantindre fins a la dècada del 1970.
El folre decoratiu de la porta d'accés al temple és de l'any 1782, tal com diu la inscripció que a ell hi podem veure.
El 1887 va ser renovat l'interior del temple, segons es veu en una inscripció que hi ha al sostre. En eixe any, el pintor i historiador onder Bernardo Mundina s'encarregà de fer unes pintures al sostre que, malauradament, romanen ocultes hui en dia. En elles predominaven els colors blau, marró i rosa. D'eixe mateix artista hi havia al temple un quadre de la Divina Pastora, pintat l'any 1868, i que va desaparèixer el 1936.
L'any 1936 l'interior de l'església es va destruir així com la imatge de pedra de Santa Anna que hi havia dins d'una fornícula a la part superior de l'entrada. Durant aquells anys de guerra civil, l'edifici va ser emprat com a corral per al ramat.
A partir de la dècada del 1940 van anar reposant-se a poc a poc les imatges i l'aixovar religiós, adquirint-se també dos campanes, ja que havien desaparegut totes durant el conflicte.
L'any 1980 es va produir un robatori a l'església i van desaparèixer l'estendard de Sant Antoni i alguns ornaments litúrgics.
L'any 2000 es va culminar un procés de rehabilitació i sanejament de la façana, així com de renovació de l'altar major. També es reposà la imatge de pedra de Santa Anna que hi havia a l'entrada.
Durant els anys 2009 i 2010 s'han adquirit tres nous estendards processionals: el de Santa Anna, el de Sant Roc i el de la Puríssima Concepció.

## Descripció

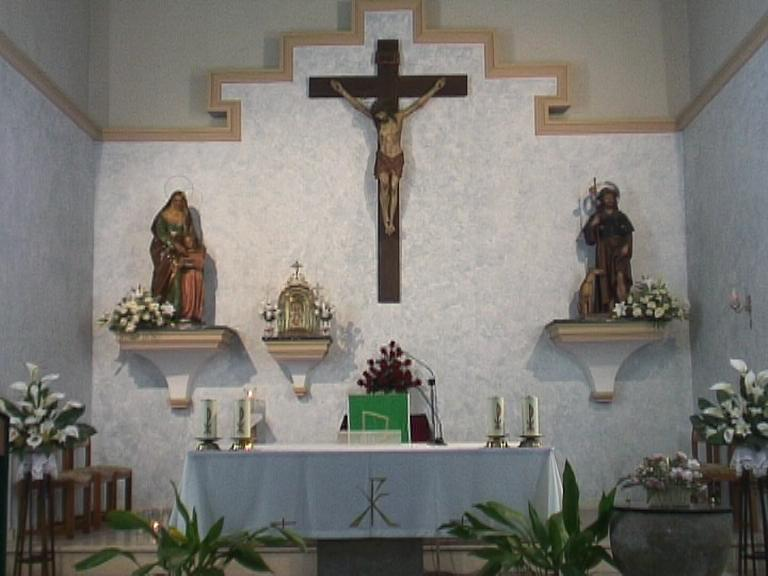
Altar Major.

### Estructura i disposició interior
L'església de Santa Anna d'Artesa està formada per una única nau de forma rectangular amb els peus a l'est i la capçalera a l'oest. Als laterals de la nau té set altars oberts per arcs de mig punt. A la part esquerra començant des dels peus es troben el de la Mare de Déu del Carme, el de Sant Antoni, el de la Mare de Déu dels Dolors i el de la Puríssima Concepció. A la dreta, el del Cor de Jesús, el de Santa Teresa de Jesús i el de Sant Josep. Cal dir que els de la Dolorosa i la Puríssima són de guix; la resta estan compostos per un pedestal sobre el qual està col·locada la imatge del sant. Aquests altars laterals no estan comunicats entre ells a través de buits als contraforts.
L'altar Major està presidit pel Crist Crucificat, acompanyat pels patrons del poble: Santa Anna a l'esquerra i Sant Roc a la dreta.
El temple té Via Crucis i també conserva als laterals de l'altar Major dos claus, un a cada costat, que eren els encarregats de subjectar dos grans quadres que degueren desaparèixer el 1936 i dels quals no tenim dades. Annexes al temple i accedint-se per l'altar Major hi trobem a l'esquerra d'aquest un magatzem i a la dreta la sagristia. En l'interior d'aquesta hi trobem un quadre anònim de finals del segle xix que representa la Trinitat i la Coronació de la Verge Maria.

### Decoració interior
La decoració interior del temple és escassa i es limita a alguns motius vegetals a la part superior dels pilars. Cal recordar que els temples barrocs dels xicotets pobles de l'Espadà-Millars solen tindre poca decoració.

### Torre campanar
El campanar està situat als peus de l'església i s'accedeix a ell a través d'una porta col·locada en l'interior del temple. A la seua part superior s'accedix mitjançant una estreta escala. La maquinària del rellotge és del 1928 i va ser automatitzada l'any 2000.

## Festes principals
Les celebracions principals que tenen lloc al temple són les de les Festes Patronals, anomenades Festes Promeses, que se comencen el segon cap de setmana de novembre, on es commemoren el Santíssim Sagrament, Santa Anna i Sant Roc i també les de les festes d'estiu, que se celebren l'última setmana de juliol. En elles es commemoren Santa Anna i Sant Jaume, què, malgrat no ser patró del poble, com cau dins de la setmana festiva se celebra especialment.
Cal assenyalar també com a data important la del 16 de gener, dia en què, tradicionalment, té lloc la Festa de Sant Antoni a Artesa.